# La Feria (Texas)
La Feria es una ciudad ubicada en el condado de Cameron, Texas, Estados Unidos. Tiene una población estimada, a mediados de 2021, de 6814 habitantes.

## Geografía
Está ubicada en las coordenadas 26°9′14″N 97°49′30″O / 26.15389, -97.82500 (26.153751, -97.825). Según la Oficina del Censo de los Estados Unidos, La Feria tiene una superficie total de 11.40 km², de la cual 11.17 km² corresponden a tierra firme y 0.23 km² son agua.

## Demografía

### Censo de 2020
Según el censo de 2020, en ese momento la ciudad tenía una población de 6817 habitantes.
| Raza                   | Núm. | Porc.  |
| ---------------------- | ---- | ------ |
| Blancos                | 2842 | 41.69% |
| Afroamericanos         | 21   | 0.31%  |
| Amerindios             | 46   | 0.67%  |
| Asiáticos              | 26   | 0.38%  |
| Isleños del Pacìfico   | 2    | 0.03%  |
| Otras razas            | 1179 | 17.29% |
| De una mezcla de razas | 2701 | 39.62% |

Del total de la población, el 86.84% eran hispanos o latinos de cualquier raza.

### Censo de 2010
Según el censo de 2010, en ese momento había 7302 personas residiendo en La Feria. La densidad de población era de 511,21 hab./km². El 89.82% de los habitantes eran blancos, el 0.27% eran afroamericanos, el 0.33% eran amerindios, el 0.34% eran asiáticos, el 7.74% eran de otras razas y el 1.49% pertenecían a dos o más razas. Del total de la población el 84.96% eran hispanos o latinos de cualquier raza.